# Johnny Carroll
Pour les articles homonymes, voir Carroll.
Johnny Carroll de son vrai nom John Lewis Carrell, né le 23 octobre 1937 à Cleveland au Texas et mort le 18 février 1995 à Dallas, Texas, est un musicien et guitariste de rockabilly américain.

## Biographie
À l’âge de 10 ans, il apprend la guitare avec l´aide de sa mère et écoute les émissions du Grand Ole Opry, découvrant le style Honky Tonk d’Ernest Tubb, alors que son cousin lui fait écouter du rhythm and blues. Ces influences définiront son style qu´il décrit lui-même comme étant du « Country Rhythm and Blues ».
En 1955 Johnny monte un groupe composé de Jay Salem à la guitare, Billy Bunton à la basse, Bill Hennen au piano et lui-même au chant et guitare rythmique. Remarqué par le manager Jack « Tiger » Goldman lors d’un show donné à Fort Worth en première partie d’un spectacle de Ferlin Husky, Johnny Carroll signe pour Decca et entre dans la légende avec trois singles de rockabilly sauvages enregistrés à Nashville les 25 et 26 avril 1956 : Trying to Get to You, Rock and Toll Ruby (Deccas 29940) Corrine Corrina, Wild Wild Women (Deccas 29941) et Crazy Crazy Lovin’, Hot Rock (Decca 30013). Les musiciens de ces trois albums sont des sessions men de Nashville dont Grady Martin (en) à la guitare et Owen Bradley (en) au piano, Johnny conservant son groupe pour les tournées.
En 1957 Johnny participe en compagnie de Rosco Gordon au fameux film Rock Baby Rock It dans lequel il chantait avec ses musiciens personnels de nouvelles versions de « Crazy Crazy Lovin’ » et « Wild Wild Women » (créé par la chanteuse Ruth Brown sous le titre « Wild Wild Young Men ») ainsi que Sugar Baby et Rockin’Maybelle.
Le 23 juin 1957, Johnny enregistre à Worth Worth quatre titre variés dans leurs styles, accompagné de Bill Justis, Bill Hennen, Jay Salem et d’un certain George Jones.
That’s The Way I Love et I’ll Wait sont choisis par Sam Phillips pour former le single Philips International 3520, alors que Rock Baby Rock It et le slow rock You Made Me Too Much ne sortiront en France qu’une vingtaine d’années plus tard sur le single Sun 603. Johnny rencontre alors Gene Vincent à Dallas et, fasciné par le grand artiste, se met à l’imiter du mieux qu’il peut chez Warner Bros en 1958 sur deux singles.
Dans les années 1960 il disparaît de la circulation. Ses premiers disques deviennent très recherchés en Europe et sa mort est annoncée prématurément. Il revient toutefois en 1974 avec Black leather Rebel (hommage à Gene Vincent) écrit avec Ron Weiser et Be Bop A Lula d’abord sorti en Angleterre sur le single UK American Records USA. En 1977 il enregistre pour le label Rollin’Rock de Ronny Weiser (en) dans les studios de Van Nuys en Californie, l’album Texabilly avec l’appoint de Scotty Moore et Ray Campi à la slapping basse qui sera repris par le label High Tone Records en 1997.
Johnny Carroll est décédé le 18 février 1995 à l'âge de 57 ans victime d’une défaillance cardiaque.

## Discographie
| Année | Titre | Label                                                                   |
| ----- | --- | ----------------------------------------------------------------------- |
| 1956  | Rock’n’Roll Ruby / Trying To Get To You | Decca Records                                                           |
| 1956  | Wild Wild Women / Corrine, Corrine | Decca Records                                                           |
| 1956  | Hot Rock / Crazy Crazy Lovin’ | Decca Records                                                           |
| 1957  | That’s The Way I Love / I’ll Wait | Phillips International                                                  |
| 1959  | The Swing / Bandstand Doll | Warner Bros. Records                                                    |
| 1959  | Sugar / Lost Lost Without You |                                                                         |
| 1960  | Run Come See / Trudy | WA Records                                                              |
| 1962  | Run Come See / The Sally Ann | Duchess Records                                                         |
| 1975  | Rock Baby, Rock It / ? | Sun Records                                                             |
| 1997  | Texabilly | HMG High Tone Records (Reprise du label " Rollin'Rock' de Ronny Weiser) |
| 1983  | Screaming Demon Heatwave / Rattle My Bones | Seville Records                                                         |
| 1956  | EP' - Hot Rock - Corrine, Corrine - Crazy Crazy Lovin’ - Wild Wild Women | Decca Records                                                           |
|       | - Crazy Little Mama - Cut Out - Hearts Of Stone - Love Is A Merry-Go-Round - Sexy Ways - Stingy Thing - Why Cry - Be-Bop-A-Lula Is Back On The Scene - Cat With The Skin - Lonesome Boy - Sugar Lips | Non précisé                                                             |

## Liens
- Biographie sur CMT.com (en anglais)
- Biographie sur Answers.com (en anglais)

## Source
Michel Rose, Encyclopédie de la Country et du Rockabilly, Paris, J. Grancher, coll. « Best », 1986, 185 p.